# Karolina Cicha

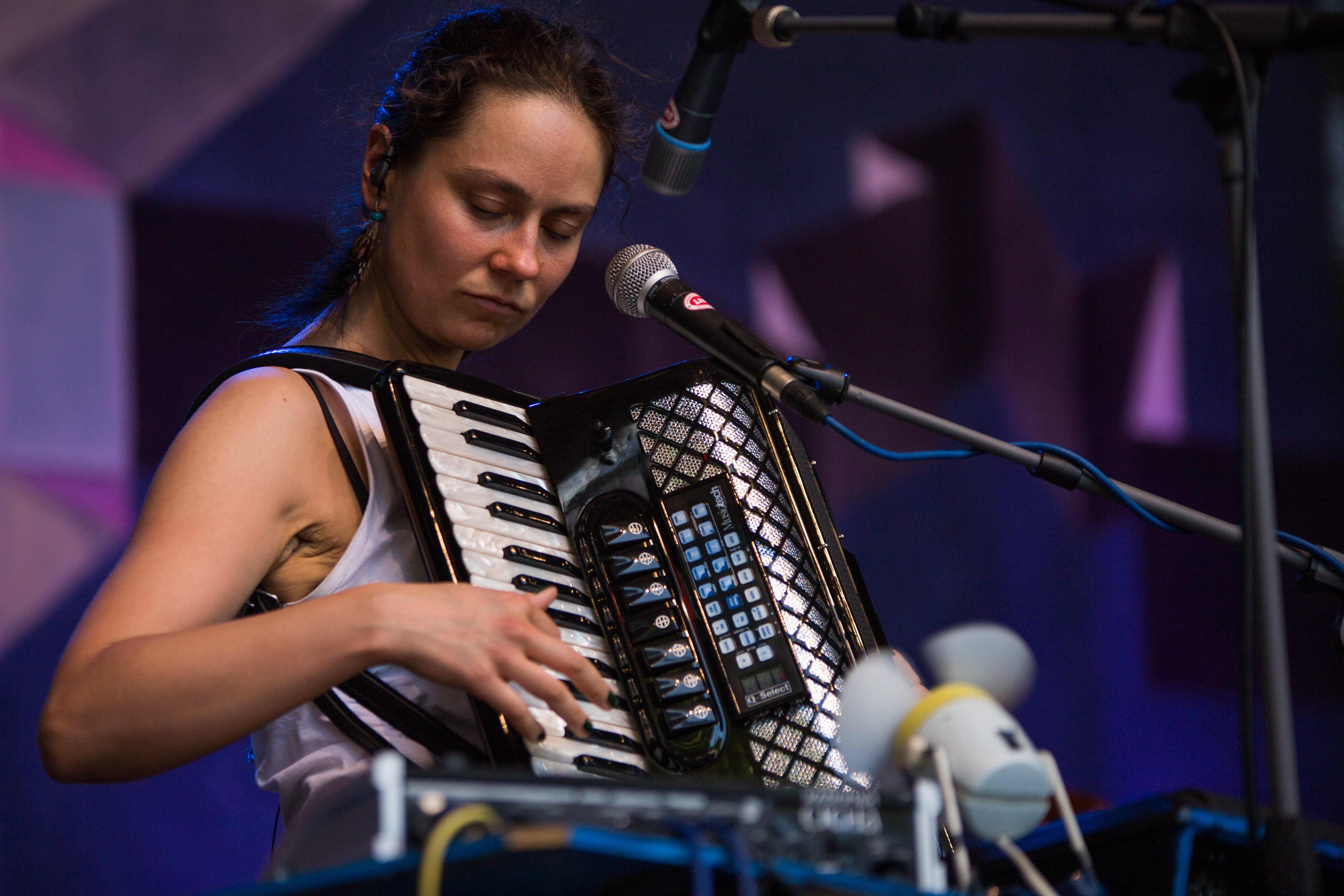
Karolina Cicha beim TFF.Rudolstadt 2015

Karolina Klaudia Cicha (* 20. April 1979 in Białystok) ist eine polnische Sängerin, Multiinstrumentalistin (u. a. Akkordeoninistin), Komponistin und Schauspielerin.
Karolina Cicha studierte zunächst Literaturwissenschaft an der Fakultät für Philologie der Universität Białystok und promovierte 2010 mit der Schrift „Wzniostość w ponowosalowej poezji Adama Zagajewskiego“. Darüber hinaus hat sie von 2005 bis 2009 als Schauspielerin in verschiedenen polnischen Theateraufführungen mitgewirkt.

## Musikalische Karriere
Mit ihrer 2009 gegründeten Band vertonte Cicha für ihr erstes Album Gajcy (2009) Gedichte des polnischen Dichters Tadeusz Gajcy. Auch ihr zweites Album Do ludożerców (2010) basiert auf Lyrik, nämlich dem Werk von Tadeusz Różewicz. Auf ihrem ebenfalls 2010 entstandenen Album www.wawa2010.pl interpretiert Cicha in Duetten mit Künstlern aus der alternativen Szene Polens verschiedene Lieder über Warschau. Das darauffolgende Album Miękkie maszyny (2012) enthält erstmals von Karolina Cicha als Singer-Songwriter selbst komponierte Stücke.

## Diskographie
- Gajcy (2009)
- Do ludożerców (2010)
- www.wawa2010.pl (2010)
- Miękkie maszyny (2012) (weiche Maschinen)
- Wieloma Jezykami (2013) (9 Sprachen) (KC & Społka feat. Bart Pałyga)
- Yiddishland (2015) (KC & Społka)
- Poland - Pakistan. Music without borders (2016) (KC & Shafqat Ali Khan)
- Tatar Album (2017) (KC & Bart Pałyga)

## Preise
Karolina Cicha hat verschiedene Preise gewonnen, unter anderem den Publikumspreis des 18. ChansonFestivals in Köln.